# Antonio Pietrangeli
Antonio Pietrangeli (* 19. Januar 1919 in Rom; † 12. Juli 1968 in Gaeta, Latium) war ein italienischer Filmregisseur, Drehbuchautor und Schauspieler.

## Leben
Pietrangeli begann nach einem Abschluss in Medizin als Filmkritiker zu schreiben und belieferte zahlreiche Magazine wie „Bianco e Nero“, „Cinema“, „Si gira“, „Star“ und die „Revue du Cinema“. Noch in Kriegszeiten wurde er Regieassistent bei zwei Filmen; danach schrieb er Texte für einen Dokumentarfilm von Alberto Lattuada und arbeitete in vielfältigen Funktionen auch mit anderen wichtigen Filmemachern der Nachkriegsära zusammen, von Luchino Visconti und Gianni Franciolini über Pietro Germi und Roberto Rossellini bis zu Luigi Comencini und erneut Alessandro Blasetti. Mehrfach für die Drehbücher dieser Werke verantwortlich, legte er seine Debütarbeit 1953 mit Die Sonne in den Augen (Il sole negli occhi) vor, in dem ein Mädchen vom Land sich zu einem Leben in der Metropole entschließt und enttäuscht wird; ein erstes der für Pietrangeli typischen Frauenporträts, die im Mittelpunkt seiner vergleichsweise wenigen Werke stehen.
Weitere herausragende Filme Pietrangelis waren die Komödie Der Ehekandidat (La visita) mit Sandra Milo und François Périer, die bei den Filmfestspielen Berlin 1964 gezeigt wurde und das als sein gelungenstes Werk geltende Ich habe sie gut gekannt (Io la conoscevo bene), für das er 1966 den Nastro d’Argento für die beste Regieleistung erhielt. Er verstarb 1968 noch nicht 50-jährig durch einen Badeunfall bei den Dreharbeiten zu Come, quando, perché, das von Valerio Zurlini beendet wurde.
Pietrangelis Sohn ist der Schauspieler Paolo Pietrangeli.

## Filmografie (Auswahl)
Drehbuch
- 1945: La nostra guerra (Dokumentarfilm)
- 1947: Verlorene Jugend
- 1948: Die Erde bebt (La terra trema)
- 1949: Länger kann die Braut nicht warten (La sposa non può attendere)
- 1950: Toselli-Serenade (Romanzo d'amore)
- 1951: Europa '51 (Europa '51) (auch Darsteller)
- 1952: Mädchenhandel (La tratta delle bianche)
- 1952: Wo ist die Freiheit? (Dov'è la libertà…?)
- 1954: Aufstand im Inselparadies (La principessa delle Canarie)
- 1961: Der berittene Karabiniere (Il carabiniere a cavallo)

auch Regie
- 1953: Die Sonne in den Augen (Il sole negli occhi)
- 1956: Rendezvous in Rom (Souvenir d'Italie)
- 1960: Adua und ihre Gefährtinnen (Adua e le compagne)
- 1961: Das Spukschloß in der Via Veneto (Fantasmi a Roma)
- 1962: Das Mädchen aus Parma (La parmigiana)
- 1963: Der Ehekandidat (La visita)
- 1964: Cocü (Il magnifico cornuto)
- 1965: Ich habe sie gut gekannt (Io la conoscevo bene)
- 1966: Die Gespielinnen (Le fate) (eine Episode, nur Regie)
- 1968: Wo, wann, mit wem? (Come, quando, perché)